# Mika Nagata
Mika Nagata (født 28. marts 1994) er en kvindelig håndboldspiller fra Japan. Hun spiller for Hokkoku Bank Handball og Japans kvindehåndboldlandshold, som stregspiller.
Hun deltog under VM 2019 i Japan og VM 2017 i Tyskland.